# À cause d'un garçon
À cause d'un garçon, ook bekend als You'll Get Over It , is een Franse televisiefilm van Fabrice Cazeneuve uit 2002 over Vincent, een jonge homoseksueel op een lyceum, die op een dag onvrijwillig wordt geout.

## Inhoud
De 17-jarige Vincent is een jongeman zonder problemen: knap, sportief, discreet en een goede leerling. Hoewel hij een vriendinnetje heeft, voelt hij zich al een tijdje aangetrokken tot jongens. Vooral tot Benjamin, een nieuwe leerling.
Op een dag ontdekt Vincent op de muur van het lyceum graffiti waarin zijn homoseksualiteit aan de grote klok wordt gehangen. Zijn leven als lyceum-leerling ligt ineens volledig overhoop.

## Rolverdeling
- Julien Baumgartner als Vincent Molina
- Julia Maraval als Noémie
- Jérémie Elkaïm als Benjamin
- François Comar als Stéphane
- Patrick Bonnel als Bernard, de vader
- Christiane Millet als Sylvie
- Antoine Michel als Régis, de broer
- Nils Ohlund als Bruno
- Bernard Blancan als de zwemtrainer
- Eric Bonicatto als de leraar Frans